# I Loved a Soldier
I Loved a Soldier – amerykański film z 1936 roku.

## Podstawowe informacje
Film miał być przeróbką Hotelu Imperial z 1927 roku z Polą Negri. Z powodu problemów ze scenariuszem i sprzeczek między Marleną Dietrich a Henrym Hathawayem produkcja została zawieszona po kilku tygodniach. Obraz nigdy później nie został ukończony.
W 1939 roku film został nakręcony ponownie z nową obsadą (główne role zagrali Isa Miranda i Ray Milland) i wydany pod tytułem Hotel Imperial. Nie wykorzystano w nim żadnych ujęć I Loved a Soldier – oryginalny materiał uznaje się za zaginiony.

## Obsada
- Marlene Dietrich jako Anna Sedlak
- Charles Boyer jako Baron Almasy
- Walter Catlett
- Lionel Stander
- Margaret Sullavan
- Akim Tamiroff